# Nasal labiodental
La nasal labiodental es un tipo de sonido consonántico, usado en algunos idiomas orales. El símbolo en el Alfabeto Fonético Internacional que representa este sonido es ɱ, y el símbolo X-SAMPA equivalente es F. El símbolo del AFI es una letra minúscula m con un gancho hacia la izquierda saliendo desde la última línea de la letra. Ocasionalmente es transcrita como una <m> con un diacrítico dental: [m̪]. 
Es pronunciada muy similar a la nasal bilabial [m], excepto que en vez de que ambos labios se toquen, el labio inferior toca los dientes superiores. La posición de los labios y dientes es normalmente la misma que en la producción de las demás consonantes labiodentales, como [f] y [v], aunque la abertura es mayor en los fricativos.
La nasal labiodental no se ha confirmado que exista como un fonema separado en algún idioma. Se ha reportado del dialecto Kukuya de Teke, donde está "acompañada por fuerte presión de ambos labios". Sin embargo, hay alguna duda de que esta plosiva se pueda hacer con este gesto (Ladefoged and Maddieson 1996: 18). 
No obstante, es extremadamente común fonéticamente, como en el casi universal alófono de /m/ (y algunas veces /n/) antes de las fricativas labiodentales [f] y [v], como en énfasis.
Algunos estudiosos dudan de que se pueda realizar un cierre verdadero mediante un gesto labiodental debido a los espacios entre los incisivos, que para muchos hablantes permitirían que el aire fluyera durante la oclusión. Esto es particularmente pertinente considerando que una de las palabras Kukuya con esta consonante, / ɱáá /, significa un 'espacio entre incisivos limados', una práctica de la gente local. Por tanto, la / ɱ / podría caracterizarse mejor como una aproximante nasal labiodental que como una oclusiva nasal.
Se hizo una propuesta para retirar la letra ⟨ɱ⟩ en el período previo a la Convención de Kiel de 1989, reemplazando la transcripción del sonido nasal labiodental únicamente por ⟨m̪⟩, pero la propuesta fue rechazada en el comité.

## Características
Características de la nasal labiodental:
- Su punto de articulación es labiodental, que significa que es articulada con el labio inferior y los dientes superiores.
- Su tipo de fonación es sonora, que significa que las cuerdas vocales vibran durante la articulación.
- Es una consonante nasal, lo que significa que el aire escapa a través de la nariz.
- Es una consonante central, que significa que es producida permitiendo al aire fluir por la mitad de la lengua, en vez de los lados.
- La iniciación es egresiva pulmónica, que significa que es articulada empujando el aire de los pulmones y a través del tracto vocal, en vez del glotis o la boca.

## Ejemplos
| Idioma            | Idioma            | Palabra           | AFI           | Significado        | Notas                                                                 |
| ----------------- | ----------------- | ----------------- | ------------- | ------------------ | --------------------------------------------------------------------- |
| Alemán            | Alemán            | fünf              | [fʏɱf]        | 'cinco'            | Ver Fonología del alemán                                              |
| Árabe             | Hiyazí            | قُرُنْفُل‎/gurunful    | [gʊrʊɱfʊl]    | 'clavo'            |                                                                       |
| Catalán           | Catalán           | càmfora           | [ˈkaɱfuɾə]    | 'alcanfor'         | Ver Fonología del catalán                                             |
| Checo             | Checo             | tramvaj           | [ˈtraɱvaj]    | 'tranvía'          |                                                                       |
| Danés             | Danés             | symfoni           | [syɱfoˈniˀ]   | 'sinfonía'         |                                                                       |
| Esloveno          | Esloveno          | simfonija         | [siɱfɔˈníːja] | 'sinfonía'         | Alófono de m y n antes de f y ʋ.                                      |
| Español           | Español           | influir           | [iɱfluˈiɾ]    |                    | Ver Fonología del español                                             |
| Finés             | Finés             | kamferi           | [ˈkɑɱfe̞ri]    | 'alcanfor'         |                                                                       |
| Frisón occidental | Frisón occidental | ûnwis             | [uːɱ'ʋɪs]     | 'inseguro'         | Alófono de n antes de consonantes labiodentales.                      |
| Griego            | Griego            | έμβρυο/émvryo     | [ˈe̞ɱvrio̞]     | 'embrión'          | Pronunciación aprendida o cuidadosa. Ver Fonología del griego moderno |
| Hebreo            | Hebreo            | סימפוניה‎/simfonya | [siɱˈfonja]   | 'sinfonía'         |                                                                       |
| Húngaro           | Húngaro           | hamvad            | [ˈhɒɱvɒd]     | 'arder lentamente' |                                                                       |
| Inglés            | Inglés            | symphony          | [ˈsɪɱ.fə.ni]  | 'sinfonía'         | Ver Fonología del inglés                                              |
| Italiano          | Italiano          | invece            | [iɱˈveːt͡ʃe]   | 'en cambio'        |                                                                       |
| Kukuya            | Kukuya            | [ɱíì]             | [ɱíì]         | 'ojos'             |                                                                       |
| Macedonio         | Macedonio         | трамвај/tramvaj   | [traɱˈvaj]    | 'tranvía'          |                                                                       |
| Neerlandés        | Neerlandés        | omvallen          | [ˈʔɔɱvɑlə(n)] | 'caer encima de'   |                                                                       |
| Noruego           | Noruego           | komfyr            | [kɔɱˈfyːɾ]    | 'cocina'           | Ver Fonología del noruego                                             |
| Polaco            | Polaco            | symfonia          | [sɘ̟ɱˈfɔɲä]    | 'sinfonía'         | Ver Fonología del polaco                                              |
| Rumano            | Rumano            | învăța            | [ɨɱvəˈt͡sä]    | 'aprender'         | Ver Fonología del rumano                                              |
| Ruso              | Ruso              | амфора/amfora     | ['aɱfərə]     | 'ánfora'           | Ver Fonología del ruso                                                |
| Serbocroata       | Serbocroata       | трамвај / tramvaj | [trǎɱʋäj]     | 'tranvía'          | Alófono de m y n antes de f y ʋ.                                      |
| Sueco             | Sueco             | amfibie           | [aɱˈfiːbjɛ]   | 'anfibio'          | Ver Fonología del sueco                                               |